# Bungarus bungaroides
Espèce
Synonymes
- Elaps bungaroides Cantor, 1839

Bungarus bungaroides est une espèce de serpents de la famille des Elapidae. 

## Répartition
Cette espèce se rencontre :
- en Inde dans les États d'Assam, du Sikkim, du Nagaland, du Meghalaya et dans le district de Darjeeling au Bengale-Occidental ;
- au Népal ;
- en Birmanie dans l'État de Kachin ;
- en république populaire de Chine dans le xian de Mêdog au Tibet.

## Publication originale
- Cantor, 1839 : Spicilegium Serpentium Indicorum. part 1 Proceedings of the Zoological Society of London, vol. 1839, p. 31-34 (texte intégral).